# پل برن
پل برن (انگلیسی: Paul Byrne؛ زادهٔ ۳۰ ژوئن ۱۹۷۲) ورزشکار فوتبال اهل ایرلند است.
از باشگاه‌هایی که در آن بازی کرده‌است می‌توان به باشگاه فوتبال آرسنال، باشگاه فوتبال سلتیک، باشگاه فوتبال آکسفورد یونایتد، باشگاه فوتبال برایتون اند هوو آلبیون، باشگاه فوتبال ساوتند یونایتد، باشگاه فوتبال بوهمیان، فیلادلفیا یونیون، و باشگاه فوتبال بوهمیان اشاره کرد.
وی همچنین در تیم‌های ملی فوتبال زیر ۱۷ و ۲۱ سال جمهوری ایرلند بازی کرده‌است.